# Los Cipreses, Mexiko
Los Cipreses är en ort i Mexiko.   Den ligger i kommunen Siltepec och delstaten Chiapas, i den sydöstra delen av landet, 800 km sydost om huvudstaden Mexico City. Los Cipreses ligger 1 641 meter över havet och antalet invånare är 336.
Terrängen runt Los Cipreses är huvudsakligen bergig, men åt nordväst är den kuperad. Runt Los Cipreses är det ganska tätbefolkat, med 83 invånare per kvadratkilometer. Närmaste större samhälle är El Porvenir de Velasco Suárez, 8,8 km sydost om Los Cipreses. I omgivningarna runt Los Cipreses växer i huvudsak blandskog.